# マヤよーこ
マヤ よーこ / 摩耶 夕湖（まや ゆうこ）は、日本の漫画家。福岡県出身。

## 概要
マヤよーこ名義では主に小学館の『ぴょんぴょん』や学年誌で、
人間の言葉を話す動物と、人間の少女が主人公の少女漫画を中心に執筆。
摩耶夕湖名義ではレディースコミックを中心に執筆。

## 作品リスト
マヤよーこ名義
- フェアリー・フェリス（『増刊少年サンデー』デビュー作）
- 穴ざ♡わ～るど（『週刊少年サンデー』）
- ハミング（『増刊少年サンデー』）
- とんで!小鳥ちゃん（『ぴょんぴょん』）
- デュエットで走ろう（『ぴょんぴょん』1991年11月号 - 1992年10月号）
- ときめきマリン（『ぴょんぴょん』1991年8月号）
- ゆめ色ふあんた（『小学三年生』『小学四年生』）
- さよなら雪狐(スノーフォックス)（1993年ちゃおDX冬休み増刊号）
- ラブリーアン（1993年ちゃおDX夏休み増刊号）
- ラブリーアン あんこでダイエット（1994年ちゃおDX冬休み増刊号）
- アスカ七変化（『小学館の学年別学習雑誌|小学三年生』1996年11月号 - 1996年12月号）

摩耶夕湖
- 夫は泥棒、妻は刑事（赤川次郎原作、ぶんか社『このミステリーが面白い!』2016年4月号 -）

## アシスタント歴
- 岡崎つぐお
- 倉田よしみ
- みず谷なおき
- 河合リツ子